# غريلي (أين)
غريلي (بالفرنسية: Grilly)‏ هي بلدية فرنسية تقع في إقليم الأين في فرنسا. رمز إنسي لها هو:1180. أما الرمز البريدي لها فهو: 1220.